# تشريح القرش

يختلف تشريح سمك القرش عن تشريح الأسماك العظمية في مجموعة متنوعة من الطرق. الإختلاف الذي لوحظ في تشريح القرش هو نتيجة محتملة للإنتواع وتغير الموائل

## الهيكل العظمي
أسماك القرش هي أسماك غضروفية. يتكون الهيكل العظمي لسمك القرش بشكل أساسي من الغضروف. فإن الهياكل الداخلية مصنوعة من غضروف زجاجي غير معادن وهو أكثر مرونة وأقل كثافة من العظام، مما يجعلها تطرد طاقة أقل بسرعات عالية. تتكون كل قطعة من الهيكل العظمي من نسيج ضام خارجي يسمى السمحاق ثم يتم تغطيتها تحتها بطبقة من الكتل المعدنية السداسية.

## الزعانف
تسمح الزعانف لأسماك القرش بأن تكون قادرة على توجيه ورفع نفسها. تحتوي معظم أسماك القرش على ثماني زعانف: زوج من الزعانف الصدرية، وزوج من الزعانف الحوضية، وزعنفتان ظهريتان، وزعنفة شرجية، وزعنفة ذيلية. الزعانف الصدرية صلبة، مما يتيح الحركة إلى أسفل والرفع والتوجيه. أعضاء الرتبة الخانقات لديهم زعنفة ظهرية واحدة فقط. الزعنفة الشرجية غائبة في الترتيب قرشيات والقرشيات الملائكية وقرش المنشار. زعانف القرش مدعومة بأشعة داخلية تسمى سيراتوتريتشيا.

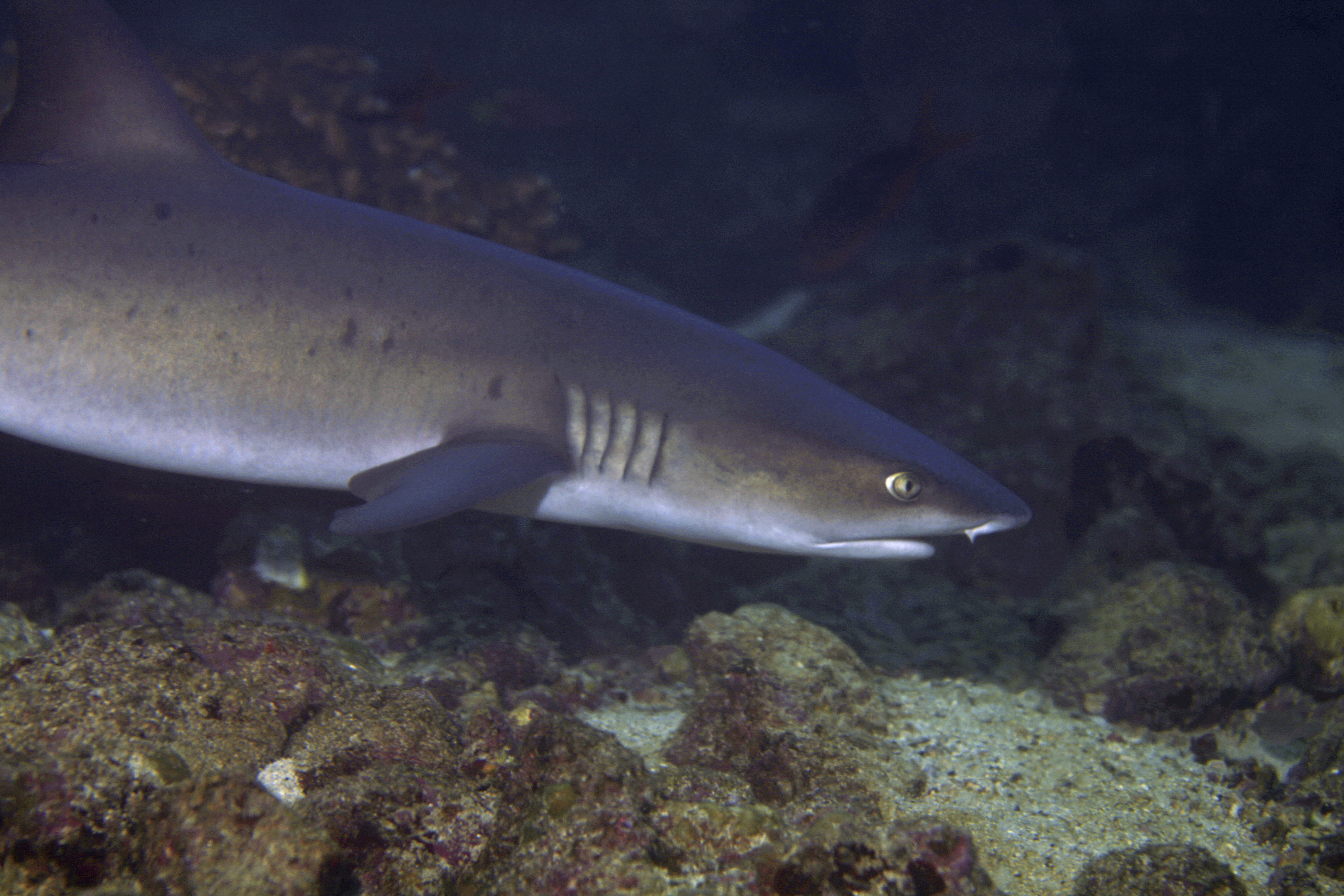
سمكة قرش القداس

### ذيل
يتكون ذيل سمكة القرش من السويقة الذيلية والزعنفة الذيلية، والتي توفر المصدر الرئيسي للدفع لسمكة القرش. تحتوي معظم أسماك القرش على زعانف ذيلية غير متجانسة، مما يعني أن العمود الفقري يمتد إلى الفص العلوي (الأطول عادة). يعكس شكل الزعنفة الذيلية أسلوب حياة القرش، ويمكن تقسيمها بشكل عام إلى خمس فئات:
- أسماك القرش سريعة السباحة في المياه المفتوحة، مثل أسماك قرش اللخميات، لها ذيول هلالية الشكل مع فصوص علوية وسفلية متساوية في الحجم تقريبًا. تعمل نسبة العرض إلى الارتفاع العالية للذيل على تعزيز قوة وكفاءة السباحة. في هذه الأنواع، يوجد عادة أيضًا عارضات جانبية على السويقة الذيلية. قرش الحوت وسمك القرش المتشمس لهما أيضًا هذا النوع من الذيل، على الرغم من أنهما عمومًا حيوانات أكثر هدوءًا من الأمثلة الأخرى.
- "أسماك القرش النموذجية"، مثل أسماك القرش القداس، لها ذيول مع الفص العلوي أطول من الفص السفلي. يتم قلب الفص العلوي لأعلى بزاوية معتدلة بالنسبة إلى الجسم، مما يوازن بين كفاءة الانطلاق والقدرة على الدوران. تمتلك أسماك القرش الدراس مثالًا صارخًا على هذا الذيل حيث تطور الفص العلوي إلى سلاح للفريسة المذهلة.
- أسماك القرش القاعية مثل القرش القطي وأسماك القرش السجاد لها ذيول ذات فصوص علوية طويلة ولا يوجد بها فص سفلي تقريبًا. يتم تثبيت الفص العلوي بزاوية منخفضة جدًا، مما يضحي بالسرعة من أجل القدرة على المناورة. تسبح أسماك القرش هذه عمومًا مع تموجات تشبه ثعبان البحر.
- تتميز أسماك قرش كلب البحر أيضًا بذيول ذات فصوص علوية أطول من الفصوص السفلية. ومع ذلك، فإن العمود الفقري يمر عبر الفص العلوي بزاوية أقل من الفص نفسه، مما يقلل من كمية الدفع الهابط الناتجة. لا تستطيع ذيولها تحمل السرعات العالية، ولكنها تجمع بين القدرة على رشقات نارية من السرعة والقدرة على المناورة.
- اكتشاف أسماك قرش الملاك من أسماك القرش. زعانفها الذيلية غير متجانسة، مع الفصوص الأكبر من الجزء العلوي.

## الأسنان
أسنان سمك القرش قوية ومصنوعة من المينا. العديد من أسماك القرش لديها 3 صفوف من الأسنان. هذه الأسنان مغروسة في اللثة وليس الفك. تولد أسماك القرش بأسنان يتم إستبدالها باستمرار. يتم استبدال الأسنان كل أسبوعين تقريبًا. يحدد شكل الأسنان النظام الغذائي لسمك القرش. على سبيل المثال، يتم استخدام سمكة القرش ذات الأسنان المسطحة لسحق المحار، وتستخدم الأسنان المدببة لإمساك الأسماك، بينما تستخدم الأسنان الحادة المعروفة ذات الحواف الخشنة للفرائس الكبيرة.